# Wernesgrün
Wernesgrün ist seit 1994 ein Ortsteil der Gemeinde Steinberg. Der Ort ist überregional durch seine Brauerei bekannt.

## Geographische Lage und Nachbarorte

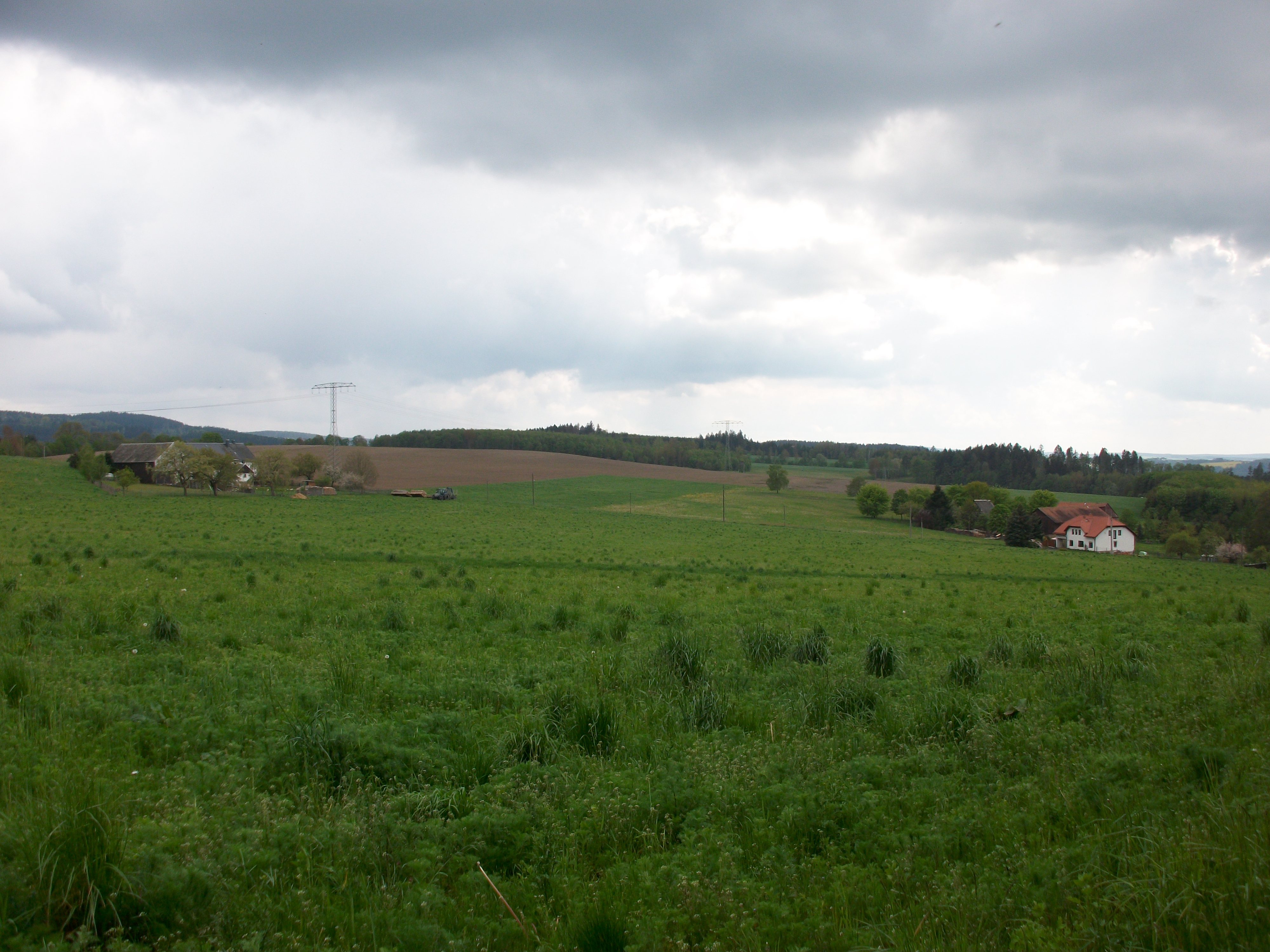
Wernesgrün, Siedlung Plietsch

Wernesgrün liegt im Osten des Vogtlandkreises, welcher mit dem sächsischen Vogtland identisch ist. Durch den Ort fließt der Wernesbach, ein Zufluss der Göltzsch. Der Ortsteil liegt zwischen dem Steinberg (659 m ü.NN) im Norden und dem Kuhberg (795 m ü.NN) im Südwesten. Nordwestlich des Orts befindet sich die aus zwei Gehöften bestehende Siedlung Plietsch.
Der Ort liegt nach der Naturraumkarte von Sachsen in der Mesogeochore „Kuhberg-Steinberg-Rückenland“ und gehört zur Mikrogeochore „Wernesbach-Tal“.
|                                 | Steinberg                                   |               |
| Rodewisch (Ortslage Wiedenberg) | Kompassrose, die auf Nachbargemeinden zeigt | Rothenkirchen |
|                                 | Schnarrtanne                                | Stützengrün   |

## Ortsname
Der Ort wurde ursprünglich Bernersgrunne genannt. Dies ist für das Jahr 1411 nachgewiesen. 1455 taucht der Name Wernerßgrune auf und bedeutet „Rodesiedlung eines Wernher“. Spätere Namensnennungen sind Wernesßgrune (1450), Werneßgrun (1531), Wernsgrun (1531), Wernißgruen (1542), Wernaßgrün (1557) und schließlich Wernesgrün (1578). 

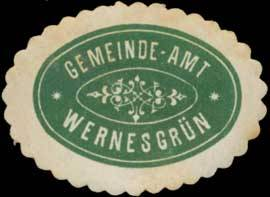
Altes Briefsiegel der Gemeinde Wernesgrün

## Geschichte

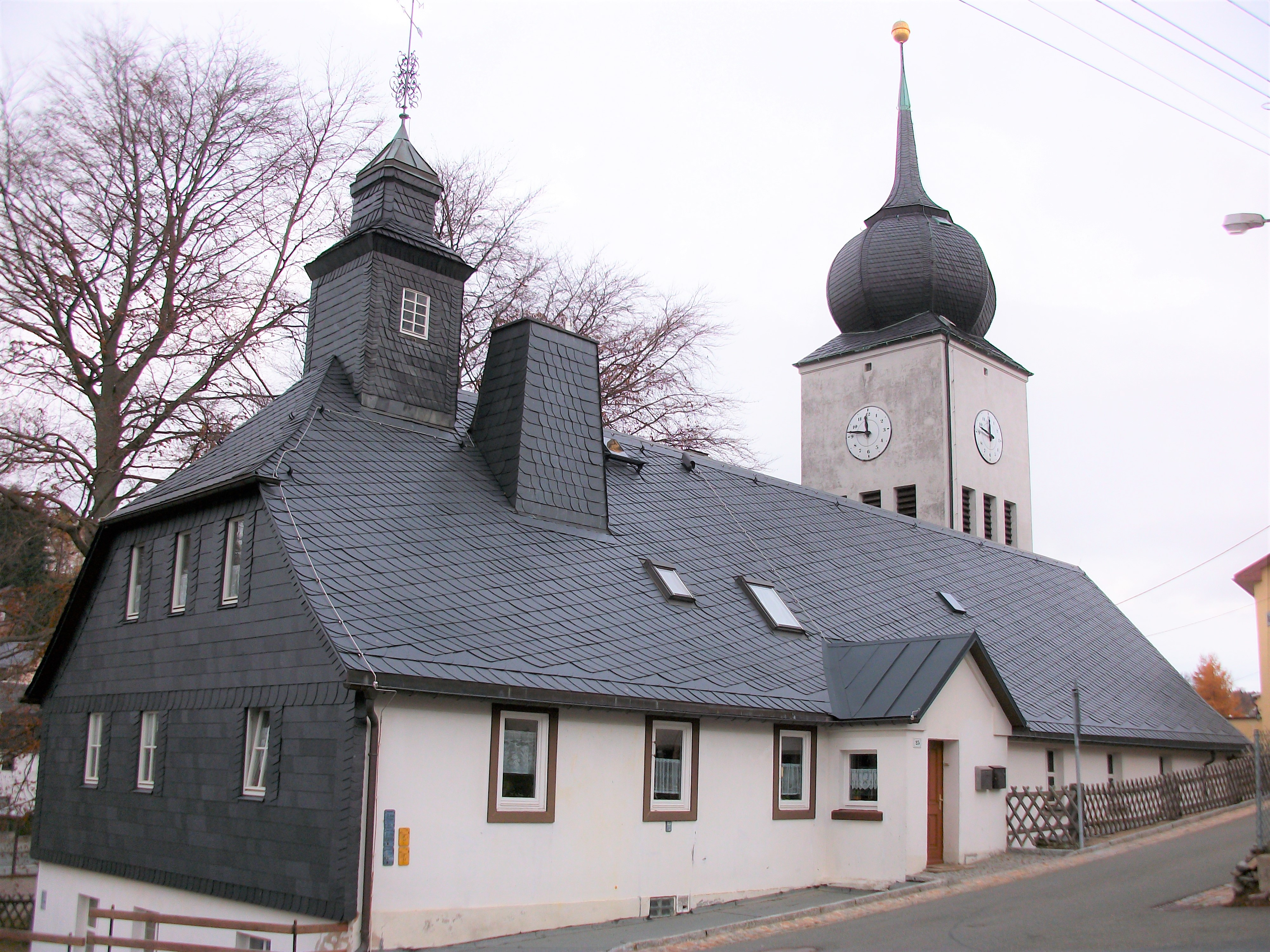
Kirche Wernesgrün

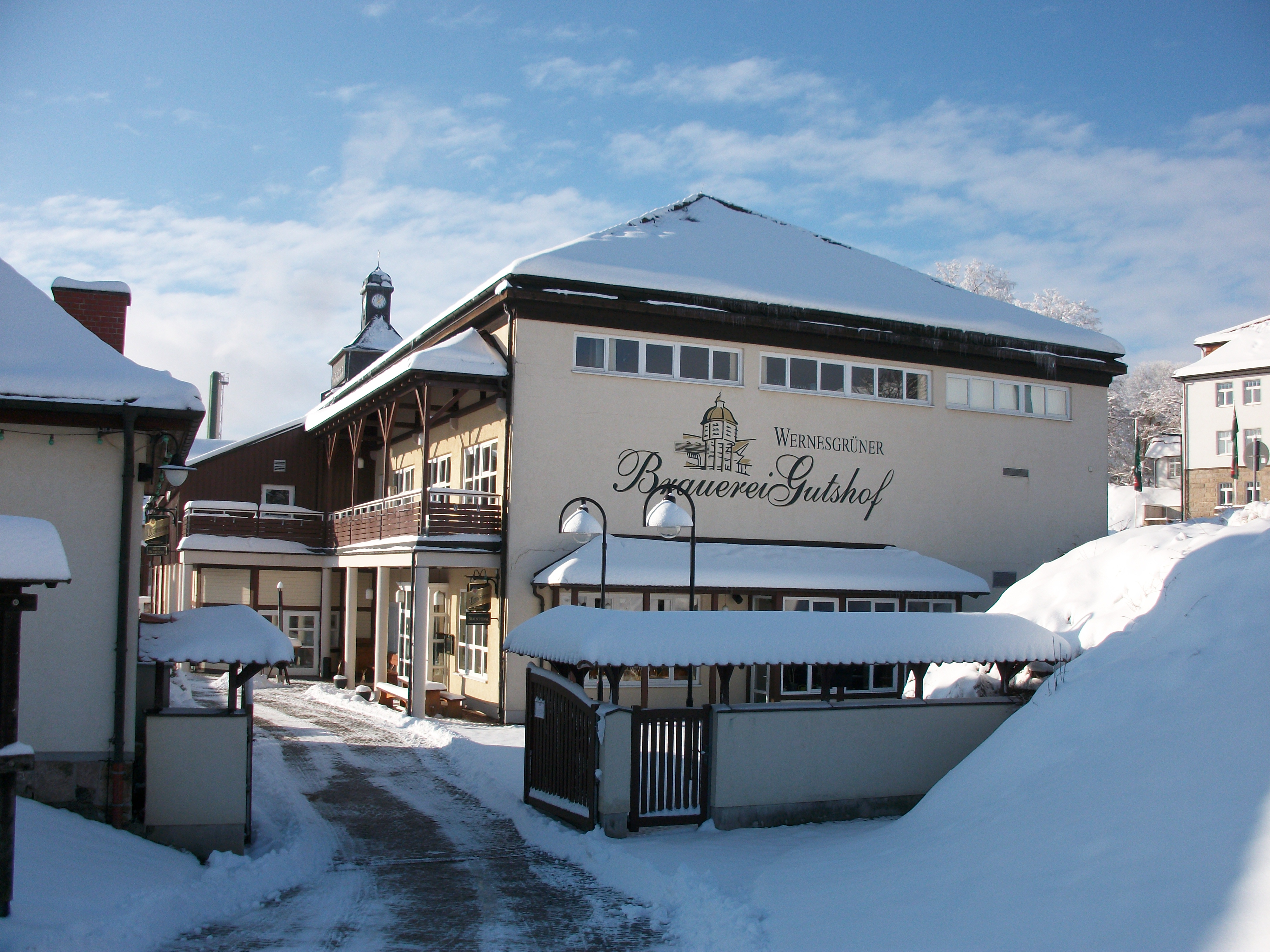
Wernesgrüner Brauerei-Gutshof

Die Gemeinde Wernesgrün wurde um 1200 von fränkischen und oberpfälzischen Bauern gegründet. Die erste urkundliche Erwähnung des Ortes erfolgte 1411. Um 1476 ist im Ort die Existenz einer Glashütte belegt. 1499 gehörte die Hälfte des Dorfes den Rittern von Wolframsdorf, die andere Hälfte ging an Cuntz von Hermannsgrün. Der Wolframsdorfer Anteil ging 1505 an die Herrschaft Auerbach. Ab 1525 gehörte Wernsgrün ganz zur Herrschaft Auerbach und nach deren Teilung 1535 zur Herrschaft Göltzsch. 1597 kam der Ort wieder an die Herrschaft Auerbach und kam mit dieser später zum vogtländischen Amt Plauen.
1808 wurde Johann Andreas Schubert, der Konstrukteur der Göltzschtalbrücke, der ersten deutschen Lokomotive und des ersten Elbdampfschiffes in Wernesgrün geboren.
Albert Schiffner schreibt in seinem 1839 erschienenen „Handbuch der Geographie, Statistik und Topographie des Königreiches Sachsen“:
Wernesgrün (Wernsgrün = Bernhards- oder Wernesgrün) […] mit eigener Schule; 1834 = 112 H.[äuser] und 812 E.[einwohner] […] liegt etwas versteckt in rauher gebirgsgegend. […] Man betreibt weniger Oekonomie [d. i. Landwirtschaft], als Waldarbeiten, Rußhandel, Fuhrwesen, Ausnäherei, Klöppeln, Schwammzurichtung, Blecharbeiten usw. Von dem 1753 abgebrannten Eisenhüttenwerk ist das zu Sorga allein gehörige Hammerhaus übrig. Die Plitschenhäuser stehen abgesondert im N[orden], am Wildenauischen Steinberge, und isoliert auch die Schinckenmühle. Überhaupt sind hier 3 Mühlen nebst einigen Sägen, und 2 Gasthöfe. Der Glimmerschiefer enthält Quarzlager, Chlorit, edlen Serpentin und Strahlstein.
In der zweiten Auflagen ergänzt er 1845:
Das in Waldungen sehr versteckte Wernesgrün (860 E.), mit dem durch eine Novelle bekannten Hahnenhause, liegt nordwestlich von Steinberg am Wernsbach, hat 1 Lehngut mit Brauerei, 1 Waffenhammer, mehre Mühlen und Sägen, Pechsiederei, viel Ruß- und Spitzenverkäufer. Der dasige Granit ist sehr schörlreich.
1841 wurde den Einwohnern von Wernesgrün der Hausierhandel mit groben Bürsten erlaubt, weil sie vor Ort hergestellt wurden.
Das Gemeindeamtgebäude wurde 1928 eröffnet. Ein nationalsozialistisches Arbeitsdienstlager existierte von 1933 bis 1935. Auf dem Todesmarsch von Lengenfeld nach Eibenstock wurden 1945 fünf KZ-Häftlinge in der Nähe von Wernesgrün ermordet. Einige Jahre später wurde ihr Grab auf dem örtlichen Friedhof zu einer Gedenkstätte der Opfer des Faschismus umgestaltet.
Seit Mitte April 1945 befanden sich amerikanische Truppen im Vogtland. Nach dem Waffenstillstand am 8. Mai 1945 war der Ort wie das gesamte Vogtland bis Anfang Juli amerikanisch besetzt. Danach übernahm die Sowjet-Armee die Verwaltung im Ort. Von 1947 bis 1949 wurde die ehemalige Günnelsche Doppelvilla für das Kreiskinderheim genutzt. 70 Kinder konnten dort wohnen. Seit 1976 arbeiteten die Orte Rothenkirchen, Wernesgrün und Wildenau im „Gemeindeverband am Steinberg“ zusammen.
Im Zuge der sächsischen Gemeindegebietsreform erfolgte 1994 der freiwillige Zusammenschluss der Gemeinden Rothenkirchen, Wernesgrün und Wildenau zur Gemeinde Steinberg.
Seit 2014 endet in Wernesgrün der Jupiter-Weg, der von der Sternwarte Rodewisch ausgeht.

### Geschichte des Wernesgrüner Brauereiwesens
Schon 1436 erhielten die Brüder Caspar und Christoph Schorer das Braurecht. 1762 erwarb Johann Michel Günthel (Günnel) ein brauberechtigtes Gut und begründete damit den Familienbesitz der Familie Günnel (spätere „Grenzquell-Brauerei“). Seit 1775 durften die Wernesgrüner Braugüter aufgrund eines gewonnenen Prozesses auch in der Stadt Auerbach Bier verkaufen. 1816 gab es im Ort sechs Braugüter und zwei Sudhäuser, in der Folgezeit setzten sich die Brauereien Günnel und Männel durch. 1922 wurde die Brauervereinigung Wernesgrün erstmals erwähnt. Nach dem Zweiten Weltkrieg wurde die Familie Günnel durch Beschluss über die Bodenreform enteignet. Dies erfolgte auch mit dem Eigentum der Familie Männel. Beide Brauereien wurden 1974 zum VEB Exportbierbrauerei Wernesgrün vereint. Nach der Wiedervereinigung firmierte das Unternehmen ab 1990 als Wernesgrüner Brauerei, wurde 1994 privatisiert und gehörte seit 2002 zur Bitburger Braugruppe. Seit 2021 gehört die Brauerei zu Carlsberg Deutschland.

### Einwohnerstatistik
1557 lebten in Wernesgrün 17 besessene Mann und 10 Inwohner; 1764 waren es 28 besessene Mann, 2 Gärtner und 31 Häusler.
| Jahr          | 1834 | 1871 | 1890 | 1910  | 1925  | 1939  | 1946  | 1950  | 1964  | 1990  |
| ------------- | ---- | ---- | ---- | ----- | ----- | ----- | ----- | ----- | ----- | ----- |
| Einwohnerzahl | 821  | 838  | 866  | 1.130 | 1.291 | 1.283 | 1.318 | 1.526 | 1.416 | 1.131 |

1910 war Wernesgrün unter den 69 Kommunen der Amtshauptmannschaft Auerbach auf Rang 27 der Einwohnerstatistik. 1925 lebten im Ort 1.264 Lutheraner, 13 Katholiken, 4 evangelisch-reformierte und 10 andersgläubige.

## Bildung
Um 1800 ist im Ort bereits eine Schule belegt. 1900 wurde eine neue Schule eingeweiht. Die Wernesgrüner Grundschule erhielt 1949 den Namen „Andreas-Schubert-Schule“ verliehen. 1992 wurde die „Andreas-Schubert-Schule“ wieder eröffnet, aber aufgrund geringer Schülerzahlen 1999 wieder geschlossen. Die Grundschule der Gemeinde Steinberg befindet sich heute im Ortsteil Rothenkirchen.

## Religionen
Ursprünglich war der Ort in das 8 km entfernte Auerbach/Vogtl. gepfarrt. 1837 erhielt der Ort einen eigenen Friedhof. 1843 wurde an das Schulgebäude ein Bethaus angebaut, welches 1846 mit einer kleinen Orgel von C. G. Jehmlich ausgestattet wurde. Der Gemeindevorstand von Wernesgrün erstrebte seit 1878 einen Anschluss an den Parochieverband Rothenkirchen. Ein Jahr später wurde die Wernesgrüner Gemeinde aus der Kirchgemeinde Auerbach ausgepfarrt und als selbstständige Gemeinde dem Parochieverband Rothenkirchen zugeteilt. Heute bildet die evangelisch-lutherische Kirchgemeinde Wernesgrün mit der Gemeinde im Nachbarort Rothenkirchen ein Schwesterkirchverhältnis innerhalb des Kirchbezirkes Auerbach. Die Kirchgemeinde gehört heute zum Christus-Kirchspiel im Vogtland.

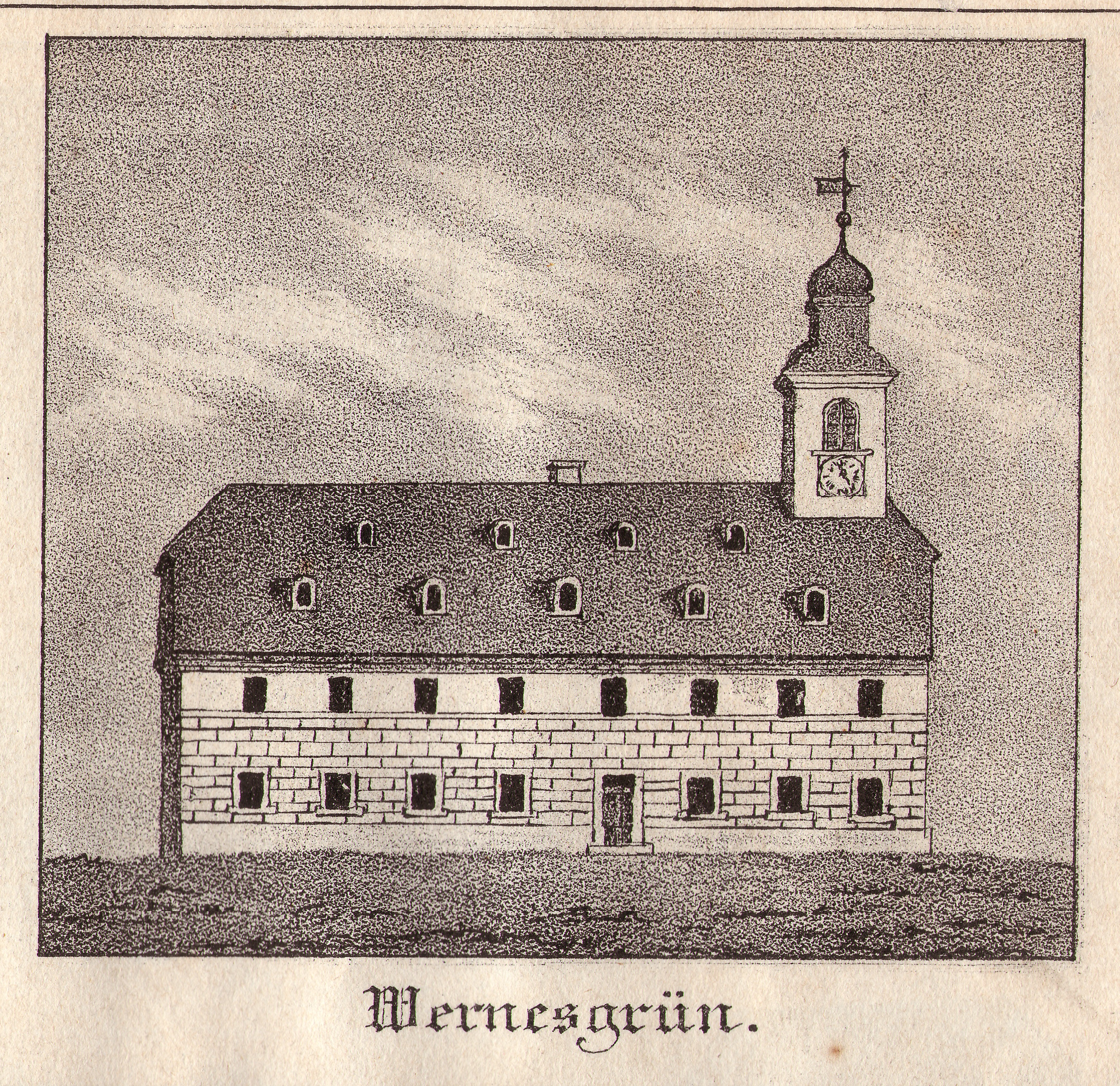
Die Kirche in Sachsens Kirchen-Galerie von 1844
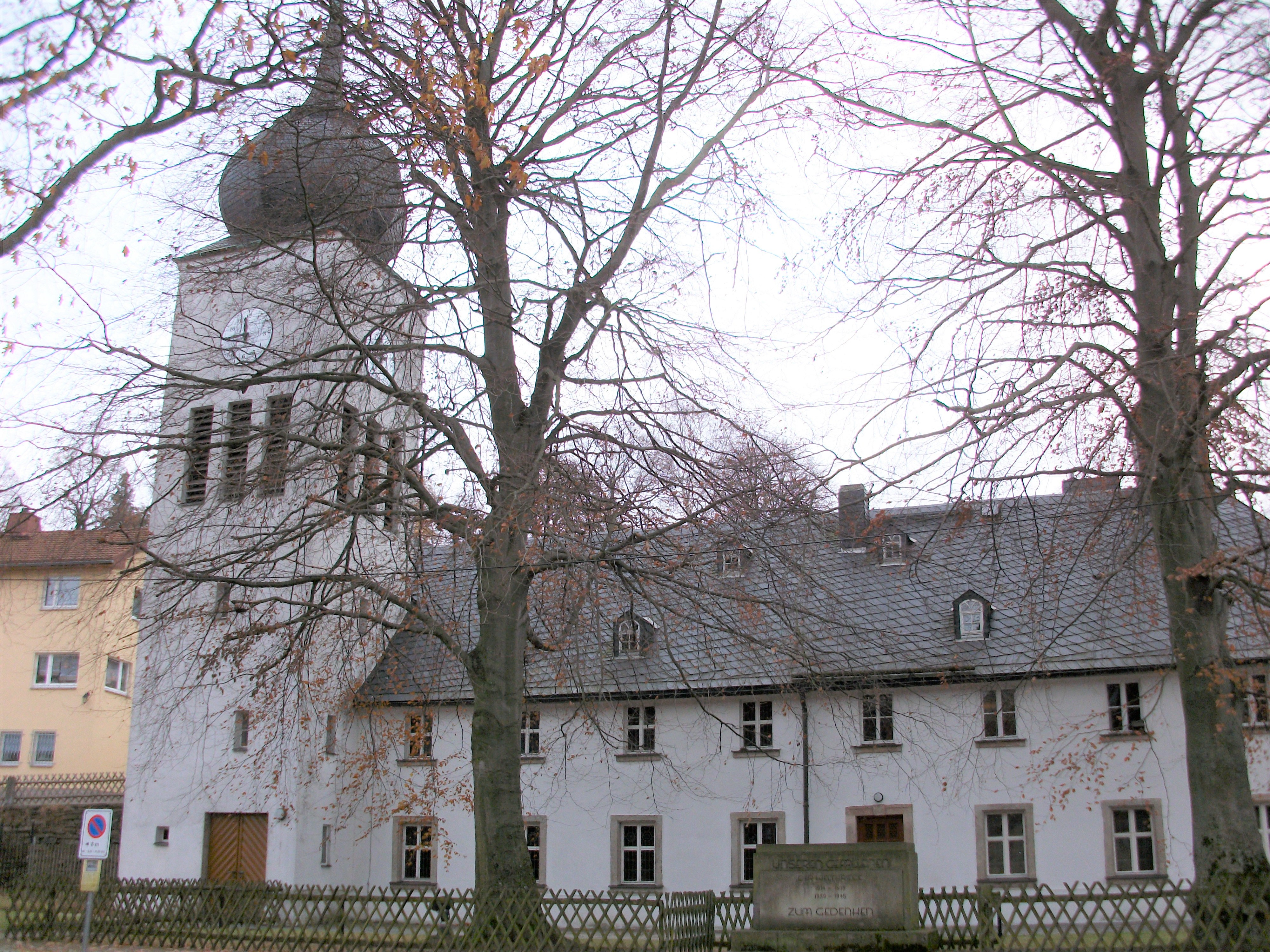
Kirche Wernesgrün (2019)
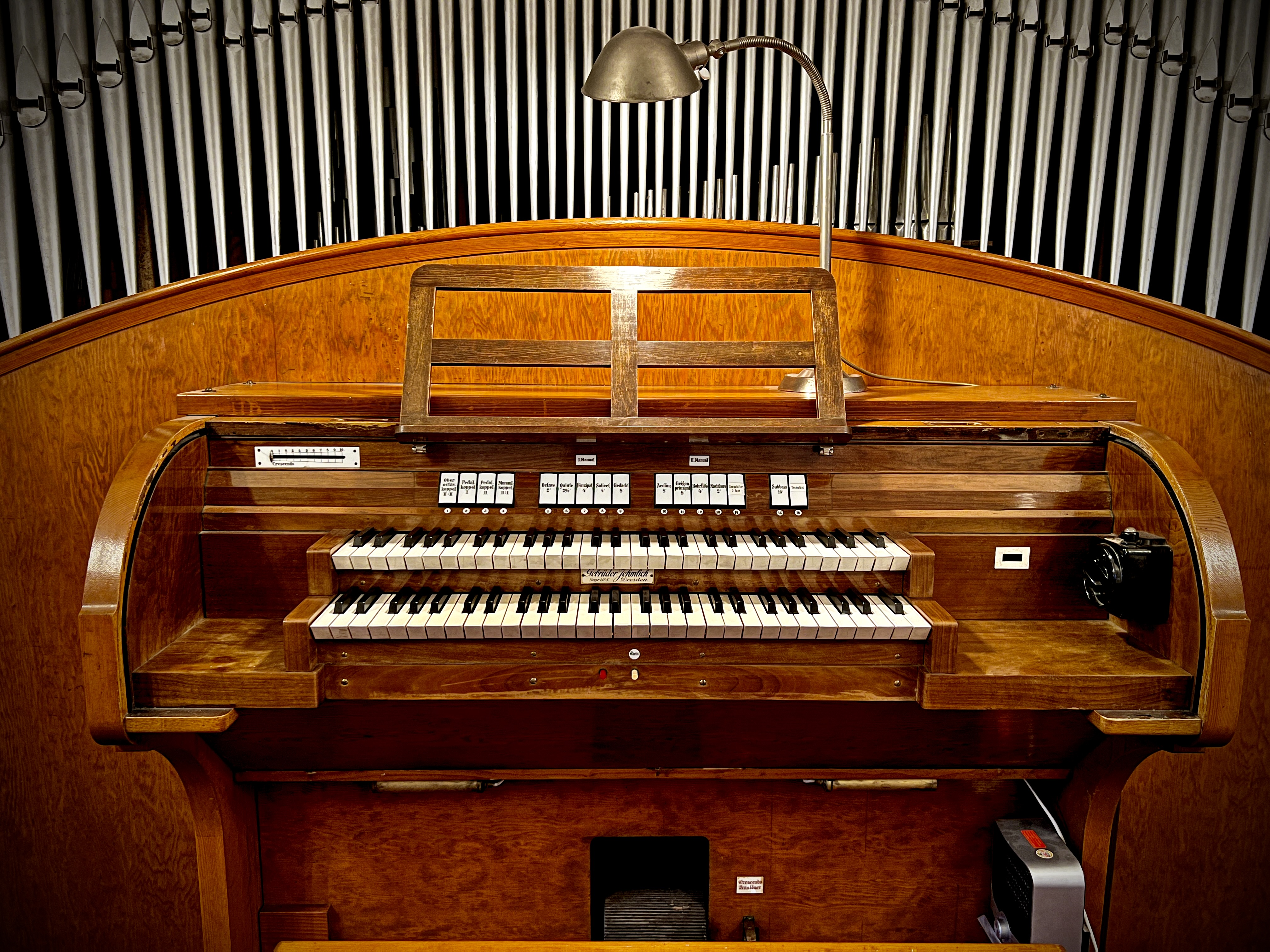
Spieltisch der Jehmlich-Orgel von 1932

## Verkehr
Seit 1842 existiert die Staatsstraße von Rodewisch über Wernesgrün nach Rothenkirchen (heutige B 169). Ab 1858 bemühten sich der Ort und die ansässigen Brauereien um den Anschluss an das sächsische Eisenbahnnetz, was jedoch erfolglos blieb. Der nächstgelegene Bahnhof war von 1893 bis 1975 der Bahnhof Rothenkirchen der Schmalspurbahn Wilkau-Haßlau–Carlsfeld.
Seit 2010 gibt es Bestrebungen des Fördervereins „Via Wilzschhaus“, den oberen Streckenabschnitt der Schmalspurbahn von Carlsfeld nach Rothenkirchen zu reaktivieren und mit einem Streckenneubau zur Brauerei in Wernesgrün zu verlängern. Somit hätte Wernesgrün zum ersten Mal in seiner Geschichte einen Eisenbahnanschluss.
Wernesgrün ist über die TaktBus-Linie 64 des Verkehrsverbunds Vogtland zweistündlich mit Rodewisch, Rothenkirchen und Schönheide verbunden.

## Gedenkstätten
- Am Geburtshaus in Wernesgrün erinnert eine Gedenktafel an den Ingenieurwissenschaftler Johann Andreas Schubert.
- Eine Gedenkstätte der Opfer des Faschismus erinnert an fünf ermordete KZ-Häftlinge und zwei verstorbene sowjetische Kriegsgefangene aus dem Jahr 1945.

## Persönlichkeiten
- Johann Andreas Schubert (1808–1870), Konstrukteur der Göltzschtalbrücke, der ersten deutschen Lokomotive und des ersten Elbdampfschiffes
- Thomas Olbricht (* 1948), Chemiker, Arzt, ehemaliger Aufsichtsratsvorsitzender der Wella AG und Kunstmäzen